# Nữ sát thủ (phim Thái Lan)
Jub Tai Wai Rai Sai Samorn (tên tiếng Thái: จับตายวายร้ายสายสมร, tiếng Việt: Băng nữ sát thủ Sai Samorn) là bộ phim truyền hình Thái Lan phát sóng vào năm 2010. Phiên bản làm lại cùng tên vào năm 1998 của đài CH3. Phim phát sóng trên đài CH5 với sự tham gia của Saksit Tangtong và Namthip Jongrachatawiboon.

## Nội dung
Waen, Meam, Lilly là ba cô gái của băng nhóm Saisamorn, là băng nhóm sát thủ mà cảnh sát đang ra sức truy lùng. Hoạt động của ba cô gái này rất nhanh và chưa bao giờ gặp sai lầm. Không ai biết bọn họ là ai nên cả ba vẫn là ẩn số khiến cho cảnh sát rất đau đầu.
Thượng tá Sửa và thiếu úy Jot là hai cảnh sát chìm, được nhận nhiệm vụ truy lùng băng SaiSamorn. Cả hai ẩn dưới danh là chủ tiệm sách và chủ cửa hàng nội thất cũ. Trong lúc Sửa và Jot đang truy tìm băng Saisamorn, thì cả hai có cơ hội được quen biết Waen, Meam và Lilly mà cả hai phía đều không biết lý lịch thật sự của nhau.
Cuộc đời không đơn giản như ta nghĩ. Tưởng rằng các cô gái ấy sẽ mãi là chị em vào sinh ra tử, ngay cả giây phút tử thần. Thế nhưng, tình yêu bắt đầu xuất hiện và sự ích kỷ của phụ nữ đã trổi dậy làm các cô quên đi nguyên tắc của một sát thủ. Jot và Lilly bắt đầu mối quan hệ là oan gia, sau lại hóa thành tình yêu. Còn Meam lại yêu Sửa và cứ nghĩ là Sửa yêu mình nhưng thật ra Sửa yêu Waen. Nhưng Waen luôn trốn tránh và không cho phép mình có tình cảm với Sửa. Nhưng cuối cùng Waen cũng không thể dối lòng mình được. Và trong một chuyến du lịch về miền biển, cả hai vô tình gặp nhau và cả hai đã thuộc về nhau.
Sau chuyện đó, Waen cảm thấy có lỗi vì mình đã phản bội Meam nên cô đã cầu xin Sửa chia tay với cô. Nhưng Sửa không chấp nhận đồng thời Sửa quyết định nói với Meam là anh chỉ xem cô là em gái mà thôi. Nhưng Sửa chưa kịp nói ra sự thật thì Meam đã phát hiện ra. Waen cố gắng giải thích cho Meam hiểu nhưng Meam không chịu nghe, đồng thời tuyên bố cắt đứt tình chị em với Waen.
Meam tách ra ra khỏi nhóm và gia nhập vào băng của Jandara và Inka. Hai chị em sát thủ này là đối thủ của băng Sai Samorn. Inkha yêu Lilly nhưng Lilly không đáp lại nên Inkha muốn trả thù bằng cách giết Lilly. Nhưng lại bị Jot – người yêu của Lilly bắt được. Inkha tức giận nói cho Jot biết Lilly chính là sát thủ của băng Sai Samorn.
Trong lúc đó, Waen và Lilly có ý định muốn từ bỏ cuộc đời sát thủ nên đến xin ông trùm của nhóm Sai Samorn. Từ Inkha, ông trùm biết được người yêu của Waen và Lilly là cảnh sát đang truy bắt băng Sai Samorn. Ông trùm sợ rằng Waen và Lilly sẽ phản bội nên ra lệnh cho Meam đi giết Waen và Lilly để cắt đứt mối hậu họa. Nhưng vì tình chị em bao nhiêu năm gắn bó thân thiết, Meam không thể ra tay giết Waen và Lilly được. Và cô đã nói hết sự thật cho Waen và Lilly biết là Sửa và Jot là cảnh sát và đang truy bắt băng Sai Samorn.
Waen và Lilly vô cùng bất ngờ khi biết được sự thật. Cũng như Sửa và Jot cũng rất đau khổ khi biết được băng Saisamorn mà họ đang truy lùng bấy lâu nay chính là người yêu của mình. Và quá trình truy sát và trốn tránh đã bắt đầu. Liệu rằng sau khi bị phát hiện nhóm Saisamorn có phải trả giá cho cuộc đời của sát thủ? Tình yêu giữa sát thủ và cảnh sát trong một hoàn cảnh trớ trêu và rồi nó phải đứng trước bao nhiêu thách thức ghê gớm có thể vượt qua? Tình cảm chị em sứt mẻ bấy lâu nay có cơ hội để hàn gắn lại?

## Diễn viên
- Saksit Tangtong as Seur
- Namthip Jongrachatawiboon as Waen
- Uthaisri Srinarong as Mam
- Nat Thephussadin Na Ayutthaya as Jodd
- Chanidapa Pongsilpipat as Lily
- Apissada Kreurkongka as Jandara
- Anatpol Sirichoomsang as Inca
- Nirut Sirijanya as Dad
- Karos Uttamarit as Chief Commander Thep
- Pawanrat Narksuriya as Bussakorn
- Reungrit Wisamon as Porn
- Peerawat Herabat as Pol
- Pongphan Petchbuntoon as Kenji
- Napatsorn Manwongsirikul as Yuri
- Pasin Sritham as Nikom
- Sornrat Asawalapasakul as Moolek
- Thitianan Pathapaisit as Jiji
- Chaiwat Thongsaeng as Jojo